# Our Very Own
Our Very Own is een onafhankelijke film uit 2005 onder regie van Cameron Watson.

## Verhaal
Wanneer de beroemde Sondra Locke naar Shelbyville komt, staat het kleine stadje op zijn kop. Een groep vrienden, waarvan iedereen zo zijn problemen heeft, proberen haar te ontmoeten.

## Rolverdeling
- Jason Ritter - Clancy Whitfield
- Hilarie Burton - Bobbie Chester
- Autumn Reeser - Melora Kendall
- Derek Carter - Ray
- Michael McKee - Glen

- Allison Janney - Joan Whitfield
- Billy Whitfield - Keith Carradine
- Cheryl Hines - Sally Crowder
- Beth Grant - Virginia Kendal